# Одая (Ніспоренський район)
Одая (рум. Odaia) — село у Ніспоренському районі Молдови. Входить до складу комуни, адміністративним центром якої є село Шишкань.

## Населення
За даними перепису населення 2004 року у селі проживали 186 осіб. Національний склад населення села:
| Національність   | Кількість осіб | Відсоток   |
| ---------------- | -------------- | ---------- |
| молдавани румуни | 172 12         | 92,5% 6,5% |
| росіяни          | 2              | 1,1%       |
| Всього           | 186            | 100%       |